# Bijenluisvlieg
De bijenluisvlieg of bijenluis (Braula coeca) is een tweevleugelig insect uit de familie bijenluizen (Braulidae).

## Uiterlijke kenmerken
De bijenluisvlieg heeft een roodbruine lichaamskleur en is een zeer klein insect, de maximale lichaamslengte is 1,5 millimeter.
 Dit heeft te maken met de levenswijze; de vlieg leeft op de honingbij (Apis mellifera).
De bijenluis behoort tot de vliegen maar heeft een sterk afwijkende lichaamsbouw. De vleugels zijn volledig gedegenereerd, er zijn zelfs geen overblijfselen te zien. De vlieg heeft weinig lichaamsbeharing, behalve op het uiteinde van de poten. Deze zijn sterk verbreed en zijn voorzien van een dikke, borstelachtige beharing, die dient om zich vast te houden aan de haren van de bij.
De kop is goed te onderscheiden van de rest van het lichaam, een scutellum ontbreekt. De facetogen zijn sterk verkleind en ocelli, de drie kleine oogjes die veel vliegen bezitten, zijn afwezig. De monddelen zijn zuigend, en niet stekend zoals de meeste luisvliegen. Veel verwante soorten zijn bloedzuigers die de huid doorboren, een voorbeeld is de gierzwaluwluisvlieg, die op de gierzwaluw leeft. De bijenluisvlieg leeft als volwassen insect van de honing van de bijen.
De bijenluisvlieg wordt vaak verward met de varroamijt (Varroa destructor), een andere nestparasiet van de honingbij die veel schadelijker is. De luisvlieg is te onderscheiden door de ronde lichaamsvorm, drie paar poten en een duidelijk te onderscheiden kop. De varroamijt heeft een ovaal, sterk afgeplat lichaam waarbij de kop van bovenaf niet te zien is en de mijt heeft daarnaast vier paar poten.

## Verspreiding en habitat
De bijenluisvlieg is een kosmopoliet; de vlieg komt overal ter wereld voor. Oorspronkelijk heeft de luisvlieg zich ontwikkeld in Azië maar door de wereldwijde bijenteelt heeft de vlieg zich overal verspreid. Ook in België en Nederland komt de bijenluis overal algemeen voor.
De bijenluisvlieg leeft in bijenkolonies, hierin ontwikkelen zich de larven. De luisvliegen kunnen ook op plaatsen worden aangetroffen waar bijen naar nectar zoeken, zoals op bloemen. Zodra een bij zich aandoet beklimt de bijenluis de honingbij en kan zich zo van nest tot nest verplaatsen.

## Voedsel
De volwassen bijenluisvlieg leeft van de honing van de honingbij, deze wordt echter niet uit de raat opgenomen, maar direct uit de bij zelf. De luisvlieg klimt hiertoe naar de kop van de bij waarna de monddelen worden geprikkeld. De honingbij geeft vervolgens wat honing uit de honingmaag op wat vervolgens door de bijenluis wordt opgezogen. De luisvlieg richt hierdoor geen grote schade aan, al kan een bijenkolonie die vol zit met luisvliegen wel worden verzwakt.
Per honingbij komt meestal maximaal één luisvlieg voor, maar op de koningin die wat groter wordt kunnen zich meerdere exemplaren bevinden. Er is weleens een waarneming gedaan waarbij 180 volwassen luisvliegen op een enkele koningin werden gevonden.
De larven zijn mineerders, ze graven gangen in de raten van het bijennest. Ze eten bijenwas en waarschijnlijk snoepen ze ook van de honing en nectar. De larven van de bijen worden niet aangevreten, zodat de larven van de luisvlieg ook geen grote schade toebrengen in vergelijking met andere nestparasieten, zoals de varroamijt.

## Voortplanting
In de zomer begint de voortplantingstijd van de luisvlieg. De eieren van de vlieg zijn zeer klein; ongeveer 0,8 bij 0,3 millimeter. Ze worden afgezet in de raatcellen. De larven worden ongeveer 2,3 millimeter lang en zijn wit en wormachtig. Ook de larven zijn nauwelijks waar te nemen, vaak is hun aanwezigheid alleen af te lezen aan de schade die zij veroorzaken aan de raat. Deze manifesteert zich als lichte strepen aan de bovenzijde van de raatcellen, dit zijn de gangen die de larven uitvreten.
Het lichaam van de larve is spits aan de voorzijde en enigszins afgeplat aan de achterzijde. De larven zijn metapneustisch; alleen het achterste paar ademopeningen worden gebruikt. De ontwikkelingssnelheid is afhankelijk van de leefomstandigheden en varieert van ongeveer 7 tot 11 dagen. Als de larve zich volledig heeft ontwikkeld vindt de verpopping plaats in het nest. De pop is ongeveer 1,4 tot 1,7 millimeter lang, de eigenlijke pop zit in een cocon, die bestaat uit de laatste larvenhuid. Binnen drie dagen komt de pop uit, soms al na een dag.